# Emosiderina
L'emosiderina è un composto di deposito del ferro che si genera quando il metallo, presente in largo eccesso, supera le normali capacità di legame della ferritina, che risulta posta internamente nel granulo.
Nei tessuti, si presenta come un pigmento giallo o rossastro, amorfo o leggermente granulare. La colorazione istologica con Blu di Prussia è spesso utilizzata per evidenziare i depositi rossastri nelle anemie sideropeniche.
Il ferro intrappolato nell'emosiderina (circa il 33%) è più difficile da metabolizzare rispetto a quello contenuto nella ferritina; questo è dovuto al fatto che l'emosiderina è una entità non sempre facilmente definibile (e quindi difficilmente aggredibile dagli enzimi proteolitici), costituita dal prodotto della condensazione di molecole di ferritina, proteine, lipidi, acido sialico, e porfirine. 
Nell'intero organismo sono presenti circa 250 mg di ferro, presente nei macrofagi del fegato e del midollo osseo. Il significato fisiologico dell'emosiderina è particolarmente evidente nel fegato e negli enterociti, dove accumula ioni ferro al fine di evitare l'eccesso di concentrazione cellulare ed ematica. Si riscontra, particolarmente concentrata, nei siti emorragici di vecchia data e in alcune malattie (soprattutto in quelle croniche). In particolare, assume importanza per la diagnosi di cardiopatie stabili o di vecchia data, infezioni croniche, emocromatosi.
Nelle anemie sideropeniche, la diminuita concentrazione ematica di emoferritina è un importante marker precoce, potendo anticipare la comparsa dei sintomi anche di alcuni mesi.